# يسوع هو الملك
يسوع هو الملك (بالإنجليزية: Jesus Is King)‏ هو الألبوم التاسع لمغني الراب الأمريكي كانييه ويست، تم اطلاق الألبوم في 25 أكتوبر 2019، الذي تم توزيعه بواسطة شركته الخاصة غود ميوزيك. يسلط الألبوم الضوء على المسيحية على عكس أعمال كانييه المعتادة. كما تم وصف الألبوم بأنه "تعبير عن الإنجيل" في المجتمعات الغربية. يتميز الألبوم بظهور عدة ضيوف مثل فرقة كليبس وتاي دولا ساين وكيني جي والموسيقي فرد هاموند وانت كليمونز والمجموعة الإنجيلية جوقة خدمة الأحد. شارك بانتاج الألبوم كانييه أيضًا بالإضافة لتمبالاند وفيديريكو فيندفر وأنجيل لوبيز وآخرون.
بدأ ويست بتسجيل الألبوم في أغسطس 2018، وأعلن حينها أنه الألبوم باسم "Yandhi". لم يتم اصدار الألبوم في مرتين تم تحديدهما للإصدار في سبتمبر ونوفمبر من عام 2018 تحت العنوان الأصلي، قبل أن يتم تأجيله إلى أجل غير مسمى بسبب التسريبات. شكّل ويست مجموعته الإنجيلية وسماها جوقة خدمة الأحد في يناير 2019، وأدى أغاني إنجيلية معروفة بالإضافة لأغاني من ألبوم ويست. وقد تم أداء أغنية "Water" من قِبل الجوقة قبل إصدارها بالألبوم. ثم أعيد الإعلان عن تغيير اسم الألبوم من "Yandhi" إلى "يسوع هو الملك"، لكنه أيضًا تأخر عن موعدين مخططين للإصدار في أواخر سبتمبر 2019 تحت العنوان الجديد.

## ردود الفعل

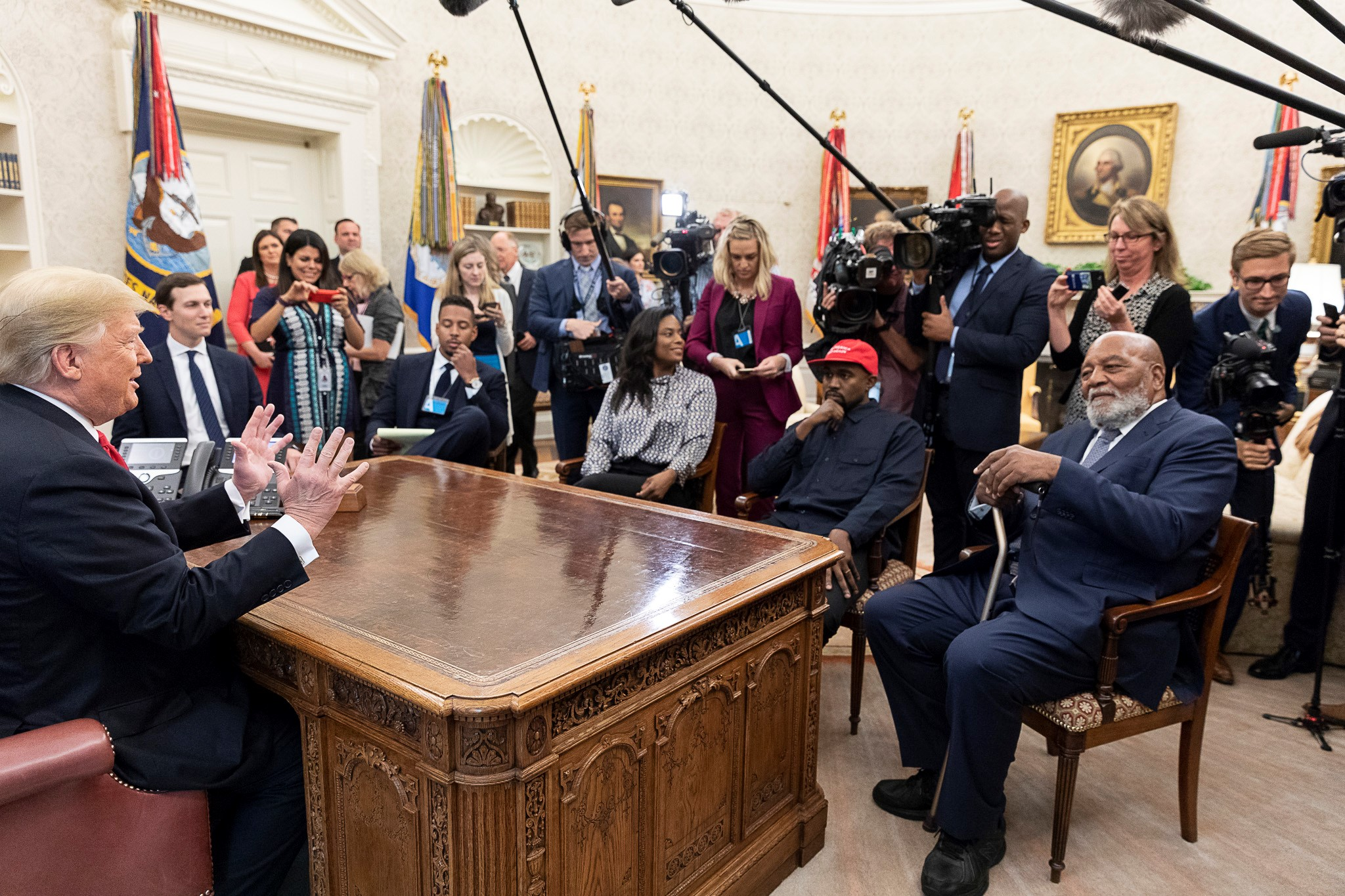
يشير ويست إلى التعديل 13 على الدستور في سياق أغنيتيه "On God" و "Hands on" في أكتوبر 2018، التقى ويست مع الرئيس الأمريكي آنذاك دونالد ترامب وناقش تعديل الأغنيتان.

يركز ألبوم "يسوع هو الملك" على المفهوم المسيحي للخلاص. لا تحتوي كلمات الألبوم على أي لغة بذيئة أو إشارات جنسية، بما في ذلك تلك التي يؤديها المطربون الضيوف؛ تمشيًا مع موضوع الألبوم المسيحي. تحدث ويست في حفل الاستماع في نيويورك في 29 سبتمبر 2019، قائلاً:
كان القس آدم تايسون حاضرًا في الاستوديو لتسجيل الألبوم، وساعد في تعديل كلمات معينة لتوضيح الإنجيل بشكل أكثر وضوحًا، وتم الاتفاق على اعتبار أن العمل بالكامل من أعمال ويست وأن تايسون لم يعتبر نفسه يكتب أيًا من الأغاني. على الرغم من ادعاء تايسون أن مشاركته جزء من العملية الإبداعية في الألبوم. وطالب تايسون من جميع العاملين على الألبوم الصيام وعدم ممارسة الجنس قبل الزواج. كما ناقش تايسون مع ويست مسائل التبرير والتقديس خلال حديثهم.